# Alfonso Caso
Alfonso Caso y Andrade (Città del Messico, 1º febbraio 1896 – Città del Messico, 30 novembre 1970) è stato un archeologo e politico messicano.

## Biografia
Dopo i suoi studi di filosofia e archeologia all'Università Nazionale (UNAM) insegnò archeologia messicana (1929-1943) e etnologia generale (1930-1933) alla Scuola Nazionale Superiore.
Fu capo del Museo Nazionale di archeologia, storia ed etnografia, l'odierno Museo Nazionale di Antropologia e ne fu il direttore dal 1933 al 1934.
Fu anche rettore dell'UNAM nel 1944-1945 e ricevette il Premio Nazionale per le Scienze nel 1960.
Dopodiché si dedicò a misteri delle civiltà precolombiane e riuscì a decifrare i geroglifici aztechi.
Nei suoi diversi scavi ritrovò più di 176 tombe antiche.